# Amnon
Amnon (in ebraico אַמְנוֹן, "fedele"; Hebron, ... – Gerusalemme, ...; fl. XI-X secolo a.C.) fu il figlio primogenito del Re Davide.

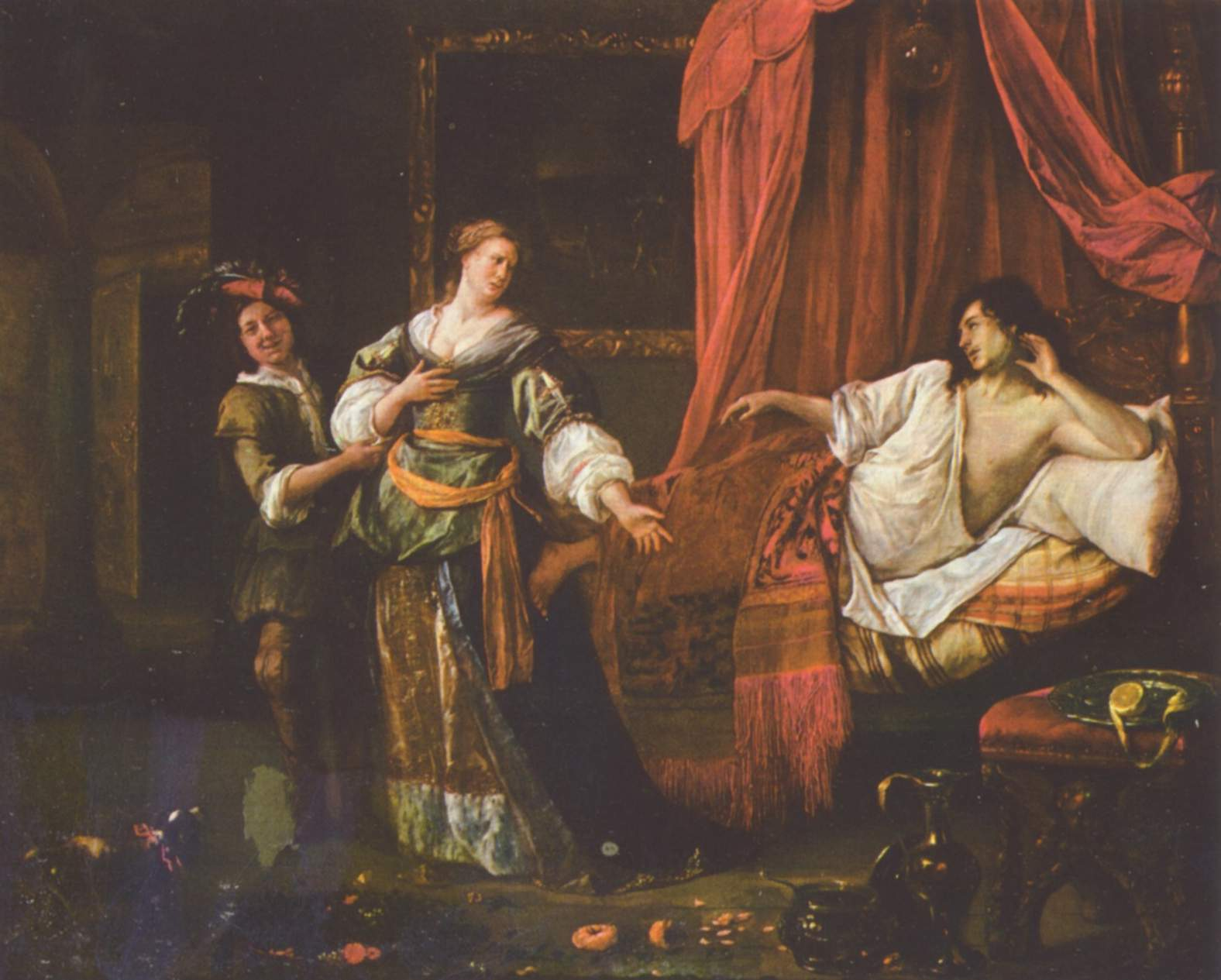
Jan Steen, Amnon e Tamar

Era nato nella jezreelita Ahinoam (od Achinoam).

## Biografia

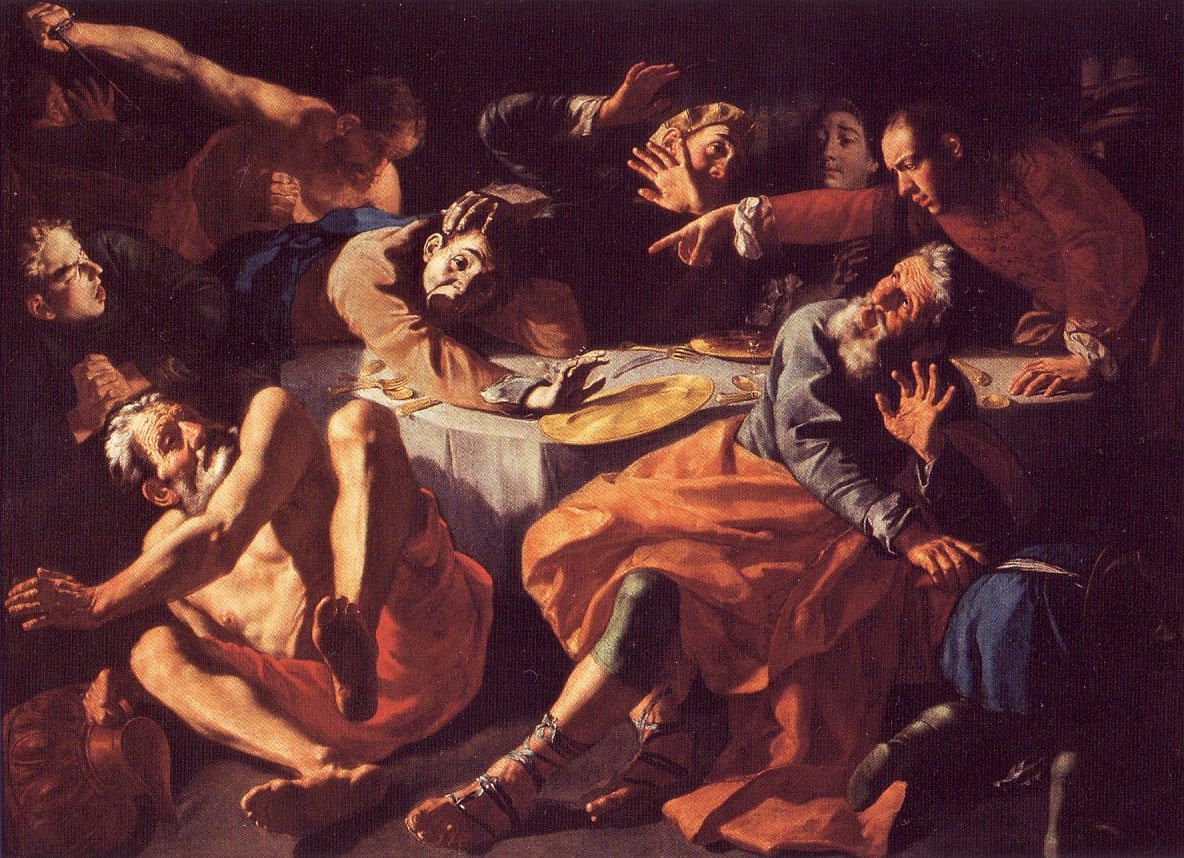
Gaspare Traversi, Morte di Amon

Di Amnon non si sa molto (è citato dall'Antico Testamento  tre sole volte, due nel II Libro di Samuele ed una nel I libro delle Cronache). Egli è noto soprattutto per lo stupro della sorellastra Tamar. Amnon si innamorò di Tamar, figlia di Davide e di Maaca, quindi sorella germana di Assalonne, nonostante la proibizione biblica di avere rapporti carnali tra fratelli o fratellastri. Con uno stratagemma, ideato dal cugino Jonadab, Amnon si finse ammalato ed ottenne dal padre che Tamar venisse nella sua casa per preparargli i pasti.
Qui, una volta soli, Amnon le usò violenza, dopo di che la cacciò di casa. Tamar si confidò con il fratello Assalonne, che la tenne con sé per lungo periodo. Anche Davide venne a conoscenza dei fatti e, secondo la versione dei LXX e la volgata (seguite dalla traduzione CEI), benché irritato, «non volle urtare il figlio Amnon, perché aveva per lui molto affetto; era infatti il suo primogenito.»
Le traduzioni che seguono il testo ebraico, come la Nuova Riveduta, non riportano tale aggiunta. Due anni dopo Assalonne indisse un banchetto invitandovi tutti i figli del re. Allorché Amnon fu ubriaco, Assalonne lo fece uccidere dai suoi servi, dopo di che fuggì presso l'amico Talmai, figlio di Ammiud, re di Ghesur e vi rimase per tre anni, fino a che, l'ira del padre contro di lui non fu placata grazie all'intervento di Ioab.